# Ghiacciaio Holcomb
Il ghiacciaio Holcomb (in inglese Holcomb Glacier) è un ghiacciaio lungo circa 14,5 km situato sulla costa di Ruppert, nella parte occidentale della Terra di Marie Byrd, in Antartide. Il ghiacciaio, il cui punto più alto si trova 239 m s.l.m., fluisce in direzione nord a partire dal versante settentrionale della collina Zuncich e scorrendo lungo il versante occidentale della collina Bruner fino ad entrare in mare, a sud-est dell'isola Groves.

## Storia
Il ghiacciaio Holcomb è stato mappato dallo United States Geological Survey grazie a ricognizioni terrestri dello stesso USGS e a fotografie aeree scattate dalla marina militare statunitense nel periodo 1959-1965; esso è stato poi così battezzato dal Comitato consultivo dei nomi antartici in onore di Leroy G. Holcomb, un fisico della ionosfera che lavorò presso la stazione Byrd nel 1971.